# Línguas guaicuruanas
As línguas guaicuruanas (guaicurú)  formam uma família de línguas ameríndias da América do Sul.

## Classificação
- Setentrional
  - Kadiweu (ou Caduveo, Kadiwéu, Mbayá-Guaycuru, Mbayá, Guaicurú, Waikurú, Ediu-Adig)
- Meridional
  - Pilagá (ou Pilacá)
  - Toba Qom (ou Chaco Sur, Namqom)
  - Mocoví (ou Mbocobí, Mokoví, Moqoyt)
  - Abipón (ou Callaga, Kalyaga, Abipon) †
- ? Oriental
  - Guachi (ou Wachí) †
  - Payagua (ou Payawá) †

(† = língua extinta)

## Comparação lexical
Comparação lexical (Rodrigues 1986):
| Português | Kadiwéu   | Toba  |
| --------- | --------- | ----- |
| cabeça    | dakilo    | qaik  |
| cabelo    | daamodi   | hawe  |
| orelha    | napaaɢate | tela  |
| nariz     | diimiqo   | mik   |
| mão       | baaɢadi   | waq   |
| pé        | ɢonagi    | pi’a’ |
| sangue    | lawodi    | tagoq |
| raiz      | litodi    | pa’a  |
| pai       | lataada   | ta’a  |
| mãe       | ledeede   | te’e  |
| sol       | aligeɢe   | la’   |
| pedra     | wetiɢa    | koma’ |
| casa      | diimigi   | ma’   |

## Reconstrução
Algumas reconstruções do proto-guaicurú, de nomes de plantas e animais (Viegas Barros 2013):
| No. | Proto-Guaicurú | Português              | Espanhol                       | Nome científico         |
| --- | -------------- | ---------------------- | ------------------------------ | ----------------------- |
| 281 | *ilik-iko      |                        | palo santo                     | Bulnesia sarmientoi     |
| 300 | *itʃe          | onça-parda             | puma                           | Puma concolor           |
| 324 | *-kedǎke       | queixada               | chancho del monte, pecari      | Tayassu pecari          |
| 395 | *natʃi-niko    | seriema                | chuña                          | Cariama cristata        |
| 444 | *opˀowé        | urubu-de-cabeça-preta  | buitre                         | Coragyps atratus        |
| 484 | *petˀájo       | tamanduá-bandeira      | oso hormiguero                 |                         |
| 485 | *petʃˀó        | formiga                | hormiga                        |                         |
| 515 | *qalitˀé       |                        | cháguar, caraguatá             | Deinacanthon urbanianum |
| 532 | *qotˀíwini     | aracuã-do-pantanal     | pava de monte, charata         | Ortalis canicollis      |
| 557 | *tˀed          | joão-de-barro          | hornero                        | Furnarius rufus         |
| 561 | *tˀeketʃˀV     | corvo                  | cuervo                         | Coragyps atratus?       |
| 564 | *-tˀeˀlˑtˀeˀl  | quero-quero            | tero                           | Vanellus chilensis      |
| 579 | *tˀol          | caburé                 | caburé                         | Glaucidium brasilianum  |
| 584 | *tsjáwa        | carandá                | palmera                        | Copernicia alba         |
| 606 | *Vlaqˀ-íko     |                        | algarrobo (especie)            |                         |
| 617 | *waˀjek        |                        | algarroba, algarrobo (especie) |                         |
| 618 | *waka          | garça (esp.)           | garza (especie)                |                         |
| 651 | *ʔal           | gambá-de-orelha-branca | comadreja                      | Didelphis albiventris   |
| 654 | *ʔaletˀa       | garça (esp.)           | garza (especie)                |                         |